# Poligny (Alpy Wysokie)
Poligny – miejscowość i gmina we Francji, w regionie Prowansja-Alpy-Lazurowe Wybrzeże, w departamencie Alpy Wysokie.

## Demografia
Według danych na rok 1990 gminę zamieszkiwało 237 osób, a gęstość zaludnienia wynosiła 17 osób/km². W styczniu 2015 r. Poligny zamieszkiwało 347 osób, przy gęstości zaludnienia wynoszącej 25,1 osób/km².